# Marcolino Ribeiro Pinto
Marcolino Ribeiro Pinto, mais conhecido por Actor Marcolino ou apenas Marcolino (Lisboa, 12 de agosto de 1835 - Lisboa, 12 de março de 1869), foi um ator de teatro português do século XIX.

## Biografia
Nasceu a 12 de agosto de 1835, na Praça da Figueira, freguesia de Santa Justa, em Lisboa, filho de Caetano Ribeiro Pinto, natural da freguesia de Sistelo, do concelho de Arcos de Valdevez e de sua esposa, Maria Doroteia, natural de Lisboa, freguesia dos Anjos.
Estreou-se como ator os 16 anos, a 26 de maio de 1852 no Teatro da Rua dos Condes, na comédia O Perdão d'acto em perspectiva. Conservando-se ali algum tempo, passou depois para o Teatro D. Fernando, em seguida para o Teatro Gymnasio e por fim para o Teatro Nacional D. Maria II. Desde a criação do personagem "cauteleiro" na sua primeira peça, em que foi insigne, até aos últimos papéis que fez, manifestou-se sempre um excelente artista. Nos papeis típicos ou de característica foi notável, sendo difícil igualar a sua técnica. Fazia personagens de aprendizes, garotos e excêntricos com a máxima naturalidade e perfeição. O "afinador de pianos" de Espertezas de Simplício, o "batoteiro" de Jogo, o "sentinela" de Casamento à queima-roupa, o "aprendiz de pintor" de Nobreza do artista, o "Zé da Adiça" da Revista de 1856, o "José Bento" de O segredo de uma família, o "Manuel Maria" de Pedro, constituem alguns dos seus célebres papéis.
Casou-se a 14 de novembro de 1856, na Igreja de Nossa Senhora do Socorro, em Lisboa, com Maria Miquelina dos Santos, natural de Lisboa, freguesia de São Nicolau e irmã do grande ator José Carlos dos Santos, que foi testemunha do consórcio. Ficou viúvo muito cedo, deixando filhos menores.
A 21 de abril de 1868 realizou-se um extraordinário espetáculo em benefício de Marcolino, no Teatro de São Carlos, tomande parte por obséquio todas as companhias de Lisboa. O espetáculo contou com a presença do pianista Artur Napoleão, que executou uma fantasia da sua composição, seguida de várias peças: As sobrinhas do sr. Raimundo, comédia em 1 ato de Manuel Roussado (do Teatro D. Maria II); La taza de thé, zarzuela em 1 ato (da Companhia Bufos Madrileños); Não volto a Lisboa!, cena cómica original de Alcântara Chaves (do Teatro das Variedades); A menina dos meus olhos, comédia em 1 ato (Teatro Gymnasio); O Prego, poesia cómica de Eduardo Garrido e desempenhada pelo Actor Santos; A Judia, poesia de Tomás Ribeiro e recitada por Emília Adelaide (Teatro da Trindade); Reflexões d'um bailarino, cena cómica desempenhada pelo Actor Taborda e Para as eleições, entreato de Júlio César Machado, desempenhado pelo Actor Taborda, Isidoro e Queiroz. Por ocasião de uma tournée às Províncias, viu a jovem Rosa Damasceno representar, aconselhando-a a vir fazer carreira artística para Lisboa, que assim o fez.
Faleceu a 12 de março de 1869, no número 79, sobre-loja, do Largo de Camões, freguesia do Sacramento, em Lisboa, com apenas 33 anos de idade. Não recebeu os sacramentos católicos, não deixou testamento e foi sepultado no Jazigo dos Artistas Dramáticos, do Cemitério dos Prazeres.
António de Sousa Bastos refere que Marcolino deixou no Teatro Português uma memória honrosíssima e um vácuo que não pôde ser preenchido. Após a sua morte prematura, é substituído no Teatro D. Maria II pelo ator Joaquim de Almeida.
Em 1875, é publicada uma caricatura sua, da autoria de Rafael Bordalo Pinheiro, de guarda-chuva debaixo do braço e chapéu alto na mão, na obra Os Teatros de Lisboa.